# Пауль Лабанд
Пауль Лабанд (нім. Paul Laband, 24 травня 1838, Бреслау — 23 березня 1918 року, Страсбург) — німецький юрист.
Був професором державного права в Кенігсберзі і Страсбурзі. Основна праця — «Державне право німецьких держав» («Staatsrecht des Deutschen Reiches», 4-е видання в 1901). Спільно з Ф. Штерком заснував (1886) журнал «Archiv fur offentliches Recht».
Лабанд — один з представників напрямку в науці про державу, за яким держава розглядається як наділена волею юридична особа, як суб'єкт права.